# Emil Julius Epple
Emil Julius Epple (Stuttgart 6 maart 1877 – Den Haag 25 februari 1948) was een Duitse beeldhouwer en tekenaar. Hij vestigde zich in 1937 in Nederland en werd aldaar na de Tweede Wereldoorlog genaturaliseerd.

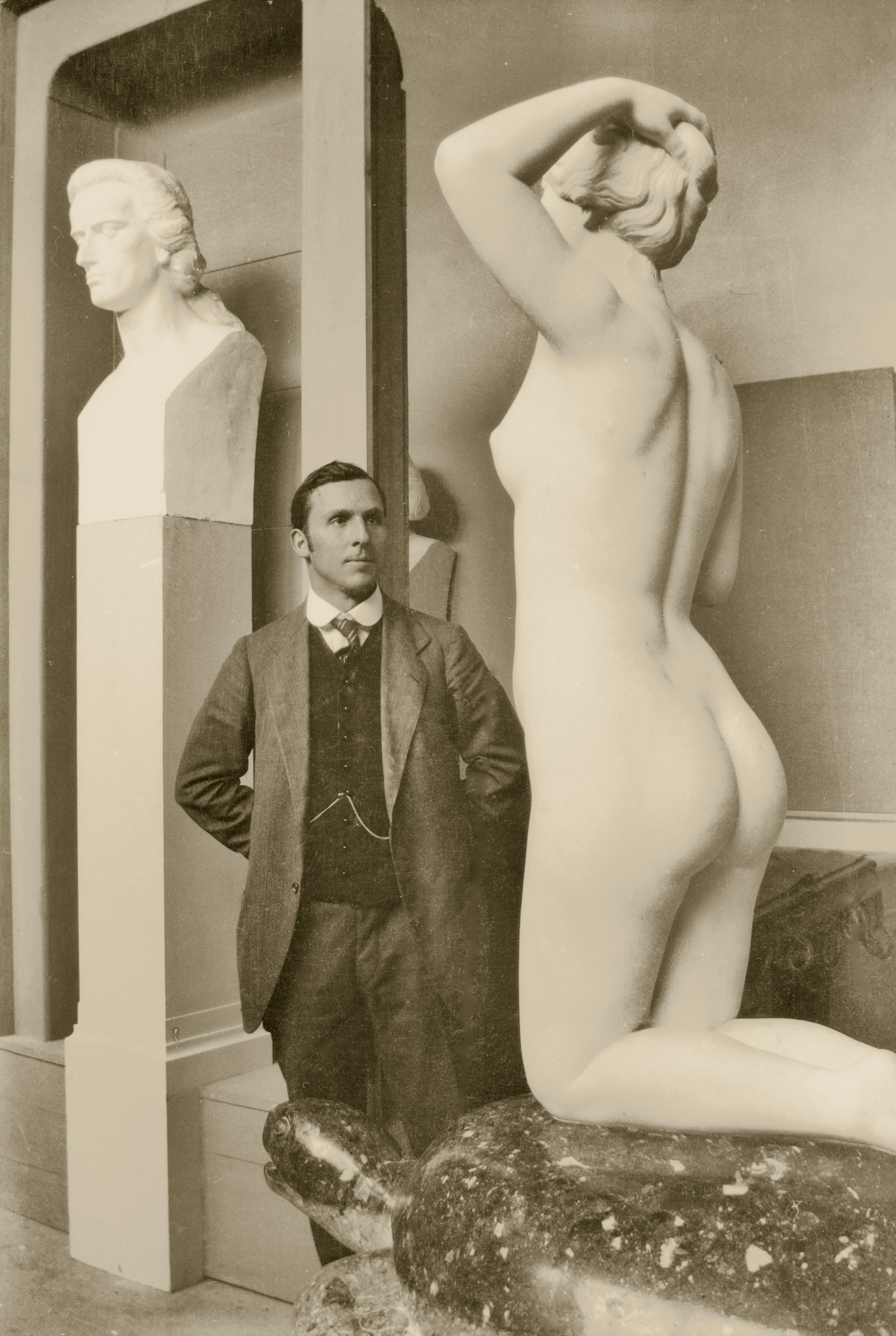
Epple met Anadyomene en Schiller, 1912

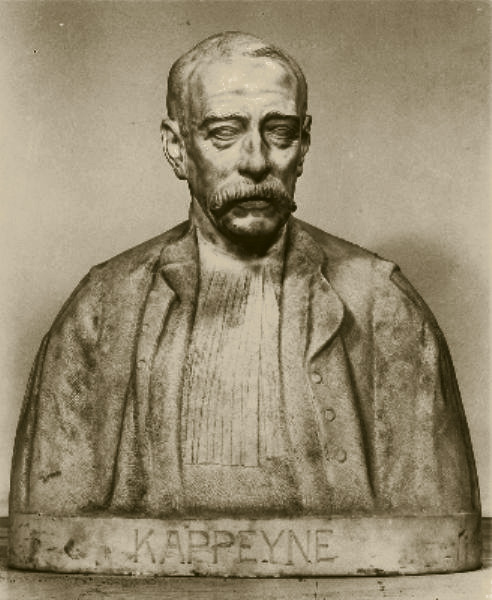
"Kappeyne", 1921

## Biografie

### Jeugd
Emil Epple werd geboren in Stuttgart. Hij groeide op in een groot gezin met tien kinderen. Zijn ouders, Louis Epple en Christiane Koerber, waren traditionele evangelisten.

### Opleiding en vroege carrière
Het was de bedoeling dat Epple dominee zou worden, maar na het gymnasium te hebben voltooid, vervolgde hij zijn opleiding aan de Stuttgarter Kunsthochschule. Daar kreeg hij les van Adolf von Donndorf. In 1896 startte hij zijn opleiding aan de Akademie der  Bildenden Künste in München bij Wilhelm von Rümann.
Van 1899 tot 1907 verbleef Epple in Rome waar hij zich onderhield met het restaureren van klassieke Griekse en Romeinse beeldhouwwerken. Al op jonge leeftijd beheerste hij een techniek in het werken in steen waarmee hij hoge kwaliteit beeldhouwkunst afleverde. De eerste publicatie over zijn werk gemaakt in Rome verscheen al in 1908 in het Duitse kunstblad Die kunst für alle.
Na tien jaar in Rome te hebben gewoond en gewerkt, verhuisde Epple naar München. In de Beierse hoofdstad ontving hij een groot aantal opdrachten, waaronder het maken van zes levensgrote bustes van Beethoven, Wagner, Mozart, Goethe, Schiller en Shakespeare voor het Koninklijke Hoftheater in Stuttgart. Koning Willem II van Württemberg onderscheidde hem hiervoor met het Ridderkruis eerste Klasse voor Kunst en Wetenschappen.

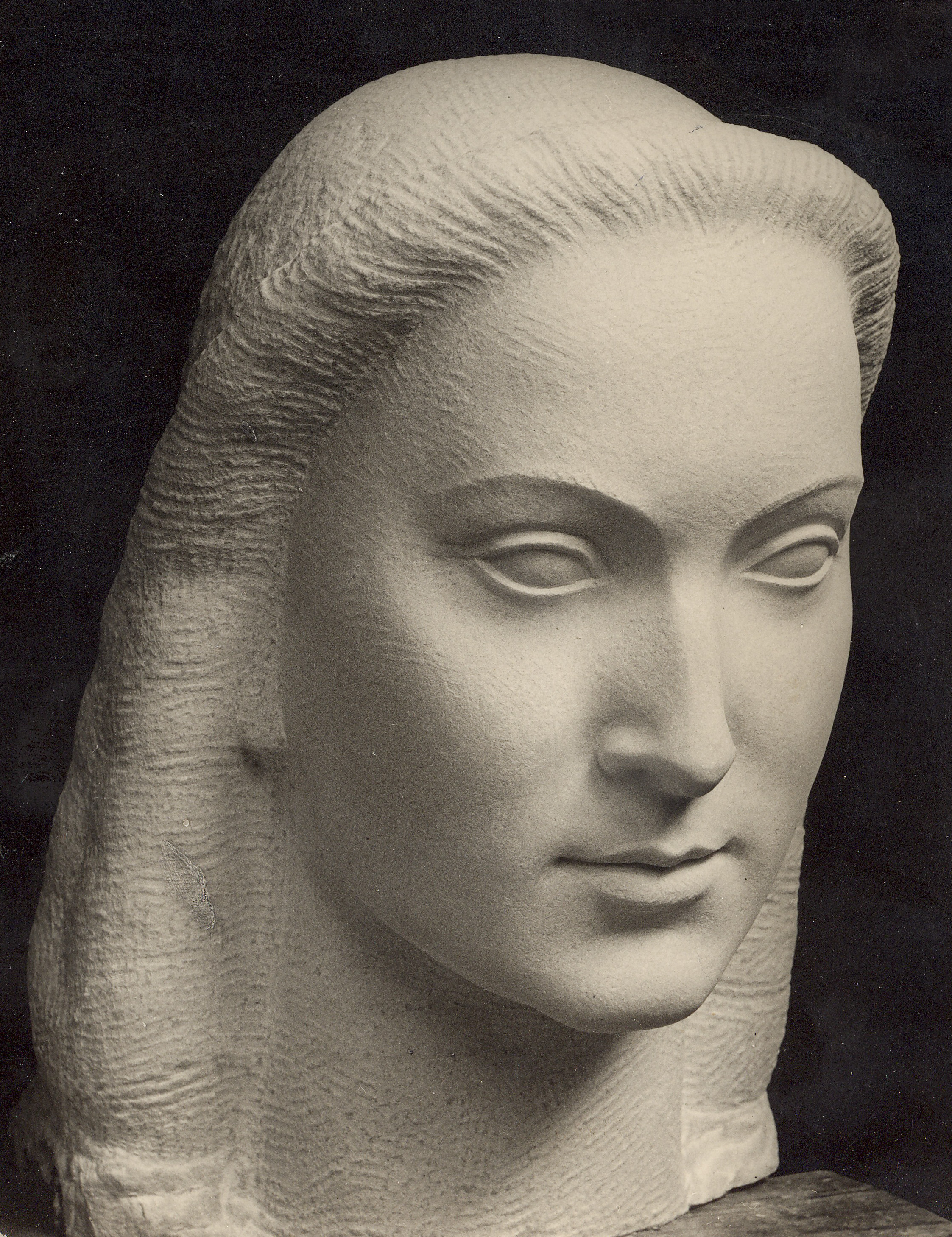
Duitse moeder, 1935

### Huwelijk
Epple trouwde op 21 augustus 1901 met Johanna Groneman. Het huwelijk vond plaats in Groningen. Achttien jaar later, na een turbulente periode, scheidde het kinderloze echtpaar op 31 januari 1919 in München. Epple hertrouwde op 17 mei 1921 met Hendrika de Witt Huberts in Zandvoort. Een jaar later kregen ze een dochter: Eleonora.

### Eerste Wereldoorlog
Tijdens de Eerste Wereldoorlog vocht Epple aan het front in Frankrijk van 1915 tot 1918. Hij keerde terug met twee verlamde armen, waardoor hij meer dan een jaar niet in staat was te werken in steen.
In 1921 in Nederland, hervatte Epple zijn werk als beeldhouwer en maakte onder andere een stenen buste van Jacobus Kappeyne van de Coppello (nu in de hal van het gebouw van de Tweede Kamer in Den Haag).

### Nederland
Epple zag voor zichzelf geen rol in nazi-Duitsland. In 1933 verhuisde hij met zijn gezin naar Zandvoort. Tussen 1934 en 1937 keerde hij voor opdrachten terug naar Duitsland, maar hij kwam gedesillusioneerd en ziek terug naar Nederland. De kunstenaar moest ten slotte al zijn bezittingen achterlaten in Duitsland. In 1938 lukte het hem toch een deel van zijn werken naar Nederland te krijgen en deze te exposeren bij Kunstzalen Kleykamp in Den Haag.

### Laatste jaren
Tijdens de Tweede Wereldoorlog werd de villa van Epples schoonfamilie in Zandvoort door de bezetter afgebroken om, in het kader van de Atlantikwall, plaats te maken voor verdedigingsbunkers. Het gezin van Epple verhuisde naar Den Haag. Als compensatie voor het verlies van de villa kreeg Epple na de oorlog van de Nederlandse staat financiële steun voor het bouwen van een nieuw huis. Als locatie koos hij voor een stuk grond aan de Snijdersberg in het Zuid-Limburgse Geulle, dat de naam 'Beeldenhof' kreeg. Dit huis en atelier bestaan nog steeds. Er was een groot en ruim atelier gepland bij het huis, waar Epple enkele jaren in rust wilde werken. In 1948, nog voordat de nieuwbouw was voltooid, stierf Emil Epple op 71-jarige leeftijd in Den Haag.

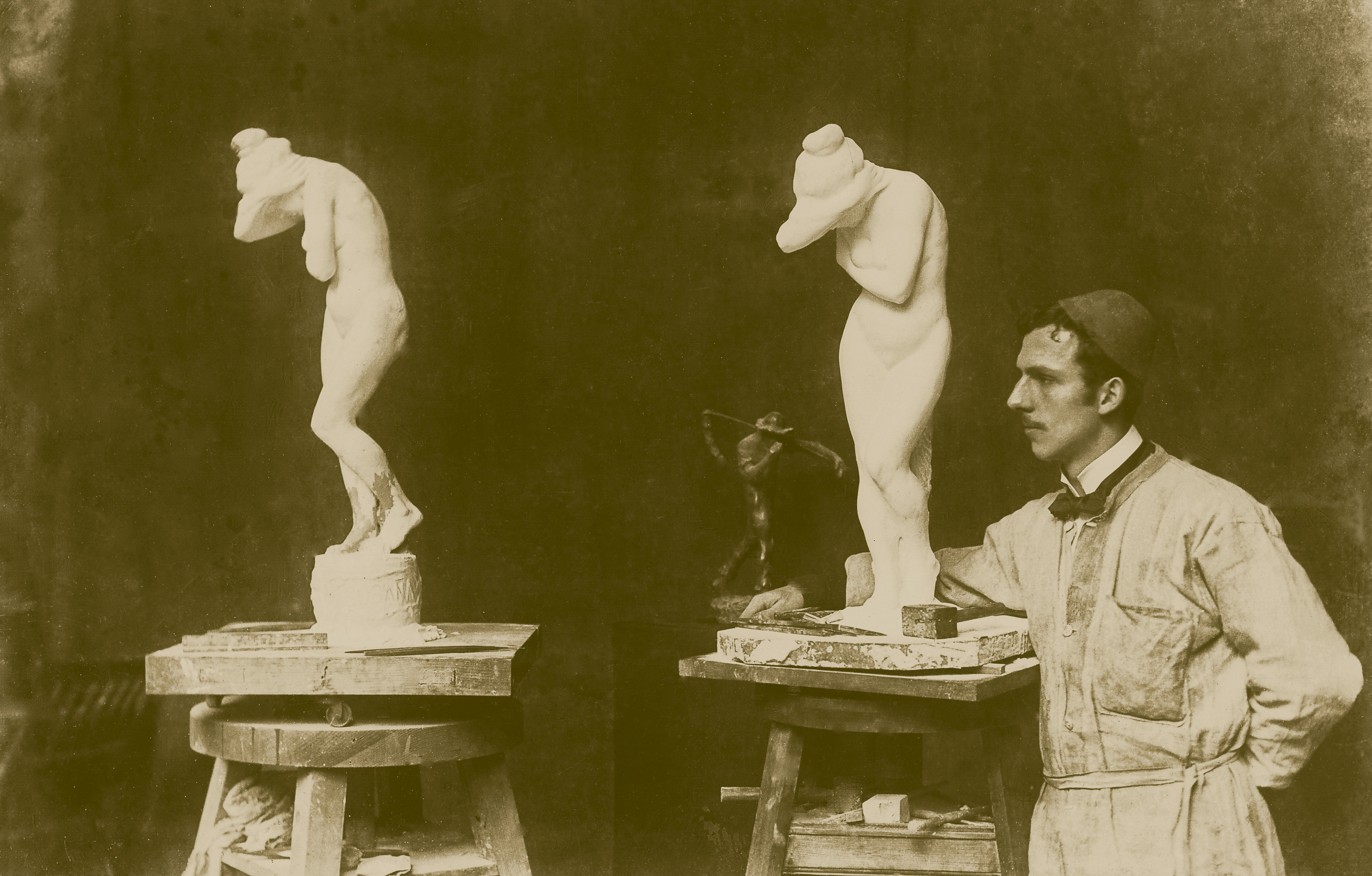
"Susanna im Bade", 1897

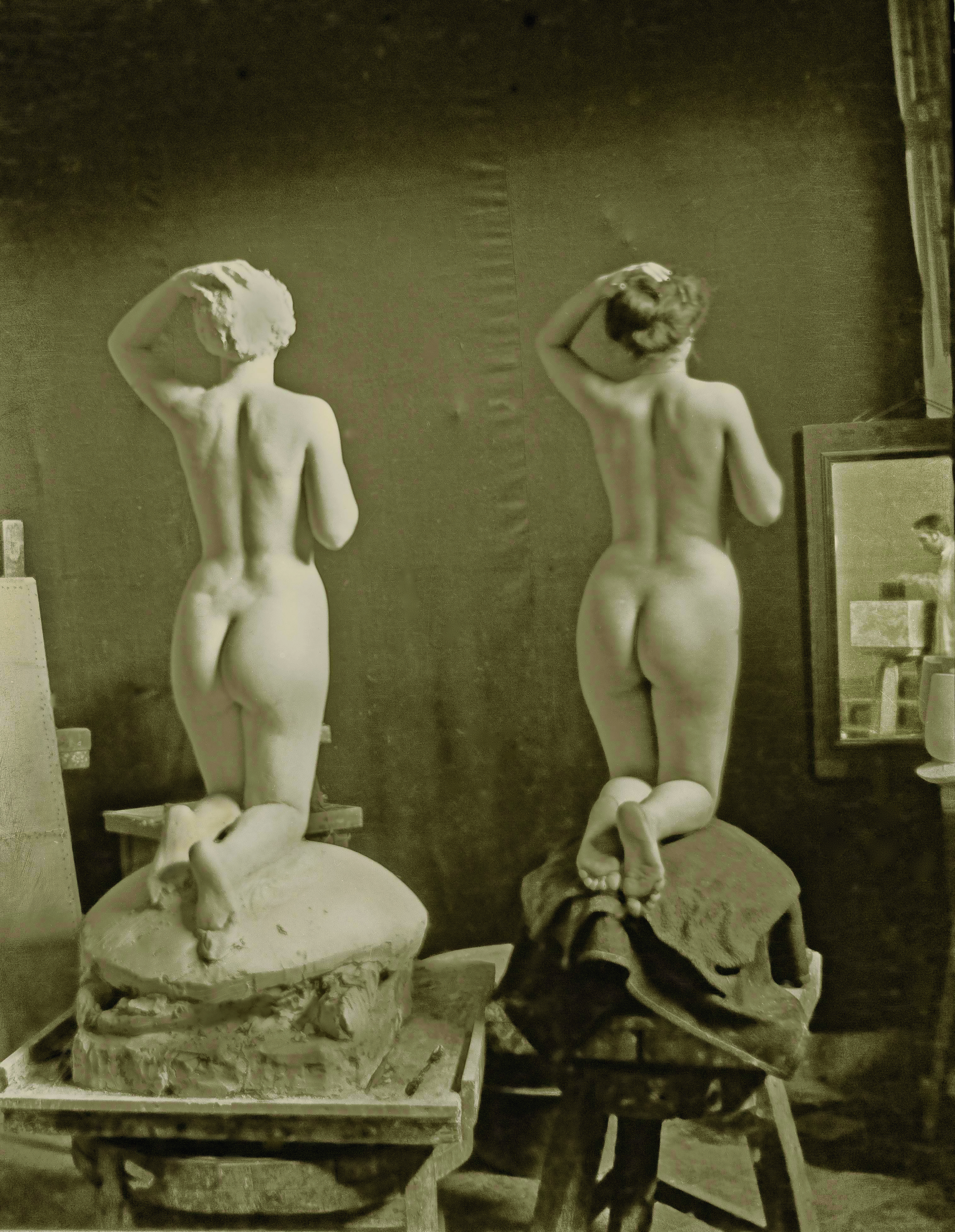
Model en beeld Anadyomene, 1902

## Werk en stijl
Weinig beeldhouwwerken hebben zo'n grote indruk op de jonge Emil Epple gemaakt als de Elgin Marbles in het British Museum in Londen. In zijn kunstenaarsleven maakte hij beelden en reliëfs die doorgaans gerangschikt worden onder het begrip neoclassicisme. Het zijn voornamelijk koppen, figuurvoorstellingen, mythologische en christelijk-religieuze voorstellingen, torso’s en naaktfiguren, gemaakt in brons, marmer en gips. Het oeuvre van Epple reflecteert zijn roerige leven: onrust, wanhoop, angst en zorgen, maar ook liefde, tederheid, schoonheid en zorgeloosheid.
In Amerika worden werken verkocht die zijn toegeschreven aan Emil Epple, maar dat is onterecht. De beeldhouwkunst van deze onbekende kunstenaar heeft Aziatische invloeden en vertoont grote verschillen met het werk van de Duitse Emil Epple.

### Periodes
Het oeuvre van Epple is in te delen in drie periodes: 
1. Italiaanse periode (Rome, ca. 1898-1908)
2. Duitse periode (München, ca. 1909-1935)
3. Nederlandse periode (Den Haag, ca. 1935-1948)[3]

### Werkmethode
Epple werkte behalve de traditionele manier van beeldhouwen ook 'en taille directe', een methode waarbij het beeld direct uit het blok wordt gehakt. Deze techniek werd in de 19de eeuw gepromoot door de kunstenaar en kunstcriticus Adolf von Hildebrand. De oervorm van het materiaal is hierbij het uitgangspunt van de vormgeving. Het werk 'Duitse Moeder' van Epple is een voorbeeld van het resultaat van de 'en taille directe' methode.
In de laatste decennia van de negentiende eeuw bewerkten veel jonge beeldhouwers de steen direct uit het blok. Ze wilden rechtstreeks in het materiaal werken, zonder mechanische apparatuur. Op deze wijze streefden de jonge kunstenaars ernaar om zo dicht mogelijk bij het materiaal en zijn kwaliteiten te blijven.

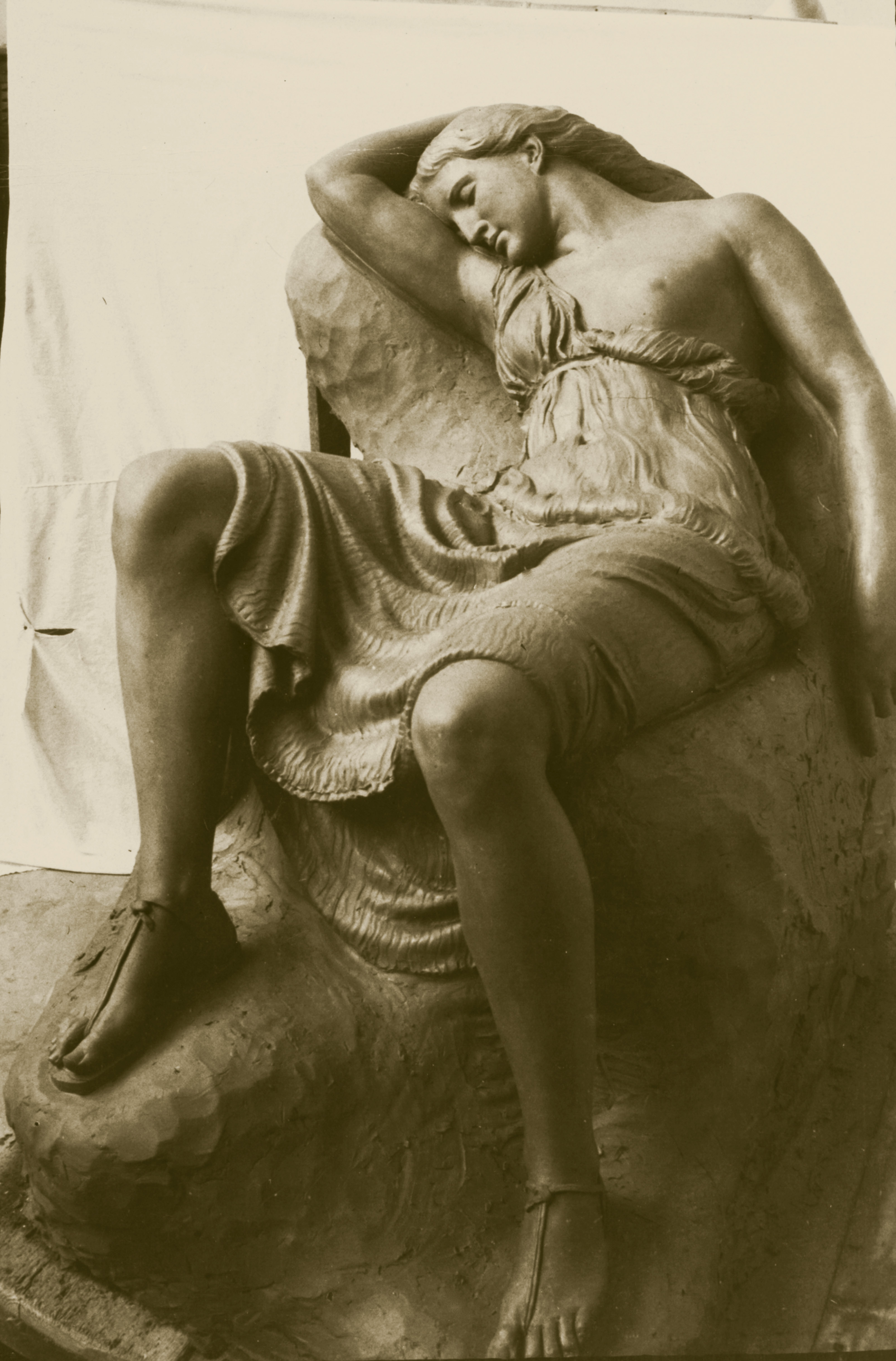
Slapende Diana, marmer, 1911

## Onderscheidingen
- Het Ridderkruis eerste Klasse voor Kunst en Wetenschappen, 1911, uitgereikt door koning Wilhelm II von Württemberg.
- IJzeren kruis, 1918.
- Professoraat honoris causa, Reichsakademie München, 1928.

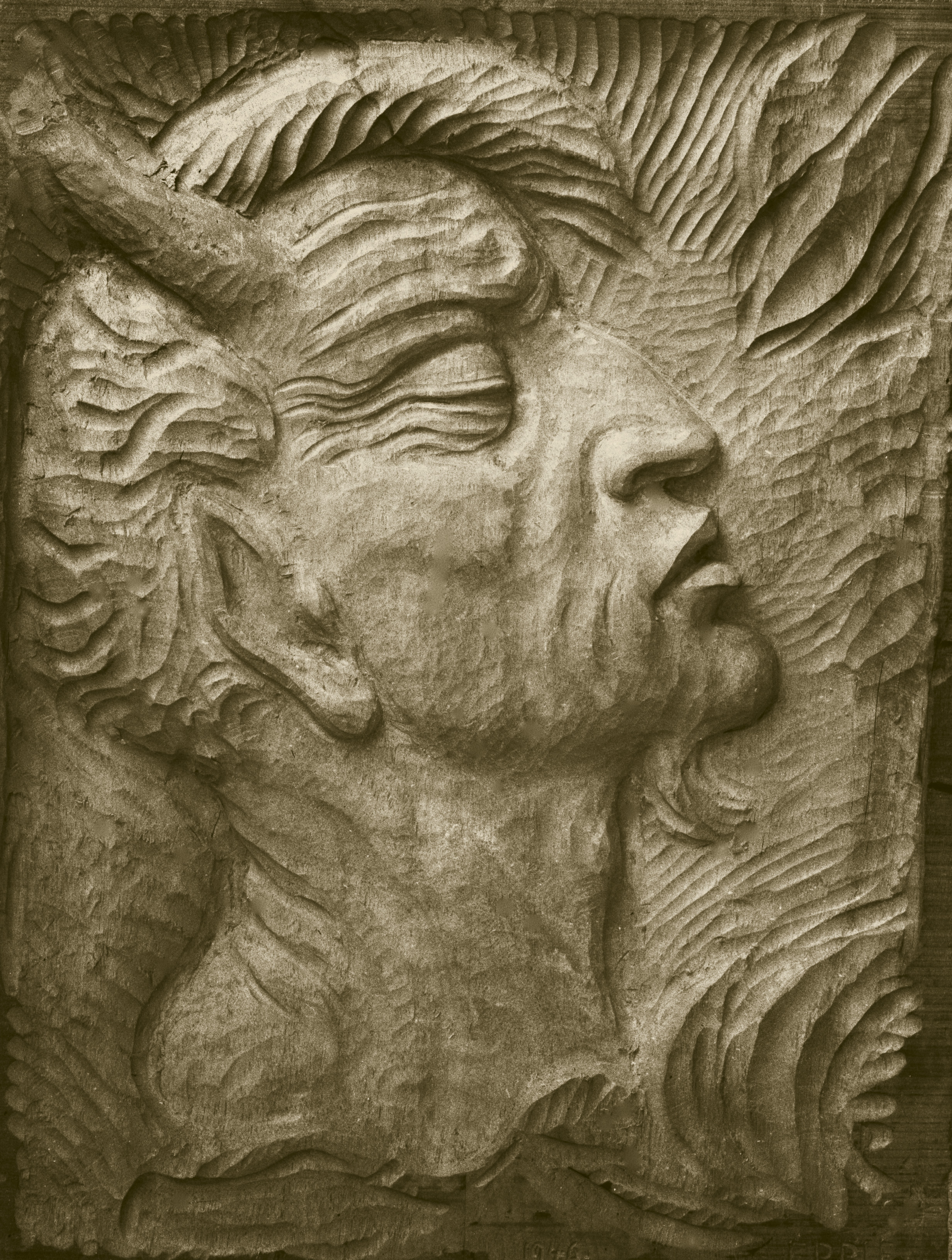
Pan, notenhout, 1946

## Tentoonstellingen
Een selectie van de tentoonstellingen Duitsland:
1. 1900, eerste tentoonstelling Glaspalast in München.
2. 1907, Galerie Schulte in Berlijn.
3. 1923, Galerie Paulus in München.
4. 1926, Galerie Thannhauser, München.

Een selectie van de tentoonstellingen in Nederland:
1. 1921, tentoonstelling van de Onafhankelijken in het Stedelijk Museum Amsterdam.
2. 1947, Expositie in het Vondelpark ten gevolg van de 70e verjaardag van Emil Epple.

## Herwaardering
Het Sculptuur Instituut van Museum Beelden aan Zee publiceerde in 2017 een artikel over Emil Epple naar aanleiding van het onderzoek van Marjet van de Weerd (MA). De beeldhouwer is lange tijd in de vergetelheid geraakt en over het hoofd gezien in de kunstgeschiedenis. Het onderzoek van Van de Weerd brengt niet alleen nieuwe feiten aan het licht over het leven en de kunstwerken van Emil Epple, maar behandelt ook de sociaal-maatschappelijke omstandigheden waarin de kunstenaar verkeerde. In 2018 verscheen haar publicatie 'Liefde en Kunst heersen'. In dit rijk geïllustreerde boek wordt Epples leven beschreven in de cultureel-artistieke en sociaal-maatschappelijke context van zijn tijd, waarin hij als gedreven kunstenaar werkte met als levensmotto: Amor et Ars regnant.
- Gemeinsame Normdatei: 116516666
- International Standard Name Identifier: 0000 0000 1362 8842
- Library of Congress Control Number: no2019019269
- RKD-Nederlands Instituut voor Kunstgeschiedenis: 26437
- Union List of Artist Names: 500358037
- Virtual International Authority File: 27824352
- WorldCat: E39PBJccdhtryTXBKMtmvT89jC